# Te Mortiere
Te Mortiere of het Huis te Mortiere was een kasteel bij de Nederlandse stad Arnemuiden, provincie Zeeland.

## Geschiedenis
De oudste vermelding van het kasteel staat in een oorkonde uit 1273. In deze oorkonde vraagt de Hollandse graaf Floris V aan zijn neef Floris van Henegouwen om een kasteel te bouwen bij Arnemuiden, waarbij het kasteel als open huis voor de graaf zou dienen. In 1281 bleek het kasteel daadwerkelijk te zijn gebouwd. De twee neven kregen echter ruzie met elkaar en graaf Floris wist het kasteel te veroveren. Uiteindelijk verzoenden de partijen zich weer met elkaar en ieder kreeg zijn oorspronkelijke bezittingen terug, met uitzondering van het kasteel in Arnemuiden: dat bleef in bezit van Floris V.
In 1290 werd Middelburg belegerd door Vlaamse troepen. Het kasteel Te Mortiere, dat strategisch lag aan de Arne, de verbinding tussen Middelburg en de zee, werd ook aangevallen maar niet ingenomen.
In 1323 werd het kasteel door graaf Willem III van Holland verkocht aan ridder Gillis Boudenszoon van Arnemuiden. Zijn nazaten bleven nog ruim een eeuw eigenaar van Te Mortiere.

### Klooster
In 1438 overleed Gillis van Arnemuiden. Hij had geen mannelijke erfgenaam en liet het kasteel na aan een orde van kanunniken van Sint Augustinus uit het klooster Emmaüs in Stein die in het slot een klooster onderbrachten. De heerlijkheid Arnemuiden kwam terecht bij Maria van Arnemuiden; dankzij haar huwelijk met Anseau de Hamal, heer van Trazegnies, kwam de heerlijkheid zo in de familie De Trazegnies.
Vanwege de dreiging van overstromingen vertrok de kloosterorde in 1462 naar Vrouwenpolder. In 1478 vond nog herstelwerk plaats na een dijkdoorbraak. Uiteindelijk is het kasteel verdwenen, door overstromingen of door oorlogsgeweld.
Op een kaart van Jacob van Deventer uit circa 1550 is het kasteel nog wel zichtbaar, maar het is waarschijnlijk dat het toen al een ruïne was.
De heerlijkheid Mortiere bleef na het verdwijnen van het kasteel nog bestaan. De wijk Mortiere is hier naar vernoemd.

## Beschrijving
Het kasteel stond bij Oud-Arnemuiden, dat was ontstaan aan de monding van de Arne. Het kasteel staat afgebeeld op de kaart van Jacob van Deventer uit 1550 en op de 18e-eeuwse reproductie van een kaart uit 1511.
In 2000 zijn er bij leidingwerkzaamheden graftombes gevonden, maar deze vondst is verder niet gedocumenteerd. Tijdens graafwerkzaamheden in 2003 zijn onder andere bakstenen, kogels en raamlood aangetroffen. Begin 2013 zijn opnieuw bakstenen gevonden.
Archeologisch onderzoek in 2013 leverde onvoldoende gegevens op. Wel kwam uit geofysisch onderzoek naar voren dat er restanten van een bakstenen gebouw liggen op de voormalige kasteellocatie.
Aldegonde · Kasteel van Axel · Baarland · Baarsdorp · Barbestein · Biervliet · Bieweg · Blodenburg · Huis der Boede · Brijdorpe · Bruëlis · 't Burchtje · Burggravensteen · Buttinge · Coxijde · Crayenstein · Duinbeek · Duivelsberg · Ellewoutsdijk · Filippenburg · Geersdijk · Gistellis · Gravenhof · Slot Haamstede · Kasteel Hellenburg · Herkestein · Heuvelsweg · Hoge Huis · Ter Hooge · Hoogkamer · Kats · Kind van Trente · Kleverskerke · Kortgene · Kreke · Kruiningen · Laterdale · Lodijke · Maalstede (Hulst) · Maalstede (Kapelle) · Magdalon · Hof Ter Moere · Moermond · Te Mortiere · Muiden · Hof ter Nisse (Nisse) · Hof ter Nisse (Ossenisse) · Oostende · Oostende (Goes) · Oosterstein · Poelvoorde · Poortvliet · Popkensburg · De Pottere · Poucques · Pronkenburg · Ravenstein · Saeftingher Slot · Kasteel van Sint-Maartensdijk · Schengen · Sluis · Smallegange · Stavenisse · Tolhuis van Iersekeroord · Huus ter Tolne · Torenberg · Torenhoeve · Toren van Bourgondië · Troye · Valkenisse · Vinninghen · Vlissingen · Voorhoute · Waarde · Watervliet · Weldamme · Welland · Huis te Werf · Te Werve · Westenschouwen · Westhove · Westkerke · Windenburg · Zandenburg · Zwanenburg